# Фрис, Ян де
Ян де Фрис (нидерл. Jan Pieter Marie Laurens de Vries, 11 февраля 1890, Амстердам — 23 июля 1964, Утрехт) — нидерландский религиовед, медиевист, специалист в области германистики и скандинавистики, сотрудник Аненербе.

## Биография
Ян де Фрис родился в семье директора Лауренса де Фриса и его жены Антонетты Кристины Фермаст. Изучал в Амстердамском университете санскрит, пали, пракрити, а также древнегерманский и нидерландский языки. В 1915 году защитил кандидатскую диссертацию на тему «Исследования фарерских баллад». В том же году женился на Марии Махтельд Фогель, в браке родились сын и две дочери. В годы Первой мировой войны служил офицером в армии. В 1919—1926 гг. преподавал нидерландский язык в Высшей школе в Арнеме. С 1926 года занимал должность ординарного профессора германских древностей в Лейденском университете.
После оккупации Нидерландов Германией в ходе Второй мировой войны начал сотрудничать с нацистами. В 1940—1941 годах председатель «Algemeen-Nederlands Verbond» (Общенидерландского союза), занимавшегося культурным обменом с Фландрией. С 1942 года руководитель «Института нидерландского языка и народной культуры» в Гааге. Также сотрудничал с Аненербе, однако руководители общества относились к де Фрису с недоверием. В 1943 году награждён премией Рембрандта Фонда Альфреда Тёпфера (Alfred Toepfer Stiftung F.V.S.) в
Гамбургском университете.
В сентябре 1944 г. бежал в Лейпциг, где продолжил свою работу, став стипендиатом Германского исследовательского общества по линии Аненербе.
В 1946 году был исключён из Королевской академии наук, лишён профессорского звания в Лейдене и интернирован. В 1948 году был признан виновным в коллаборационизме, однако тюремный срок был ему засчитан в счёт времени интернирования. После освобождения работал учителем.

## Сочинения
- Studiën over Færösche Balladen. Amsterdam 1915; Heidelberg 1922. (Diss.)
- De Wikingen in de lage landen bij de zee. Haarlem 1923.
- Henrik Ibsen, Zes Voordrachten. Maastricht 1924.
- Het Sprookje. Opstellen. Zutphen 1929.
- De Germaansche Oudheid. Haarlem 1930. (Later bewerkt tot: De Germanen. Haarlem 1941.)
- Contributions to the study of Othin especially in his relation to agricultural practices in modern popular lore. FFC 94. Helsinki 1931.
- The problem of Loki. FFC 110, Helsinki 1933.
- Die Welt der Germanen. Leipzig 1934.
- Altgermanische Religionsgeschichte I. (Grundriß der german. Philol. 12,1), Berlin-Leipzig 1935 (2e ed. 1956).
- Wulfilae Codices Ambrosiani Rescripti, Epistularum Evangelicarum Textum Goticum Exhibentes. Phototypice editi et prooemio instructi a Jano de Vries. Bibliothecae Ambrosianae Codices quam simillime expressi. Turijn 1936. (3 dln.)
- Altgermanische Religionsgeschichte II. (Grundriß der german. Philol. 12,2), Berlin-Leipzig 1937 (2e ed. 1957).
- Edda. Vertaald en van inleidingen voorzien. Amsterdam 1938. (Herziene herdrukken in 1942, 1943, 1944, 1952, 1978, 1980, 1988).
- De Wetenschap der Volkskunde. (Hoekstenen onzer Volkskultuur 1). Amsterdam 1941.
- Altnordische Literaturgeschichte I. (Grundriß der german. Philol. 15), Berlin-Leipzig 1941 (2e ed. 1964).
- Altnordische Literaturgeschichte II. (Grundriß der german. Philol. 16). Berlin 1942 (2e herz. ed. 1967).
- Die geistige Welt der Germanen. Halle a.d. Saale 1943. (2e ed. 1945, 3e ed. Darmstadt 1964).
- De Goden der Germanen. Amsterdam 1944.
- Het Nibelungenlied, I Sigfried, de held van Nederland, II Kriemhilds wraak. Vertaald en ingeleid door —. Antwerpen 1954.
- Etymologisch Woordenboek. Waar komen onze woorden en plaatsnamen vandaan? Utrecht-Antwerpen 1958, herz. 2e ed. 1959, 11e ed. (met Piet Tummers) 1976, 23e ed. 2004.
- Heldenlied en heldensage. Utrecht-Antwerpen, 1959. (Engelse vertaling: Heroic Song and Heroic Legend. Oxford 1963.)
- Kelten und Germanen. (Bibliotheca Germanica 9). Bern 1960.
- Altnordisches etymologisches Wörterbuch. Leiden 1961 (2e ed. 1963).
- Keltische Religion. (Die Religionen der Menschheit 18). Stuttgart 1961.
- Godsdienstgeschiedenis in vogelvlucht. Utrecht-Antwerpen 1961.
- Forschungsgeschichte der Mythologie. (Orbis Academicus I, 7). Freiburg 1961.
- Woordenboek der Noord- en Zuid-Nederlandse plaatsnamen. Utrecht-Antwerpen 1962.